# Nils Rosenblad (1888–1981)

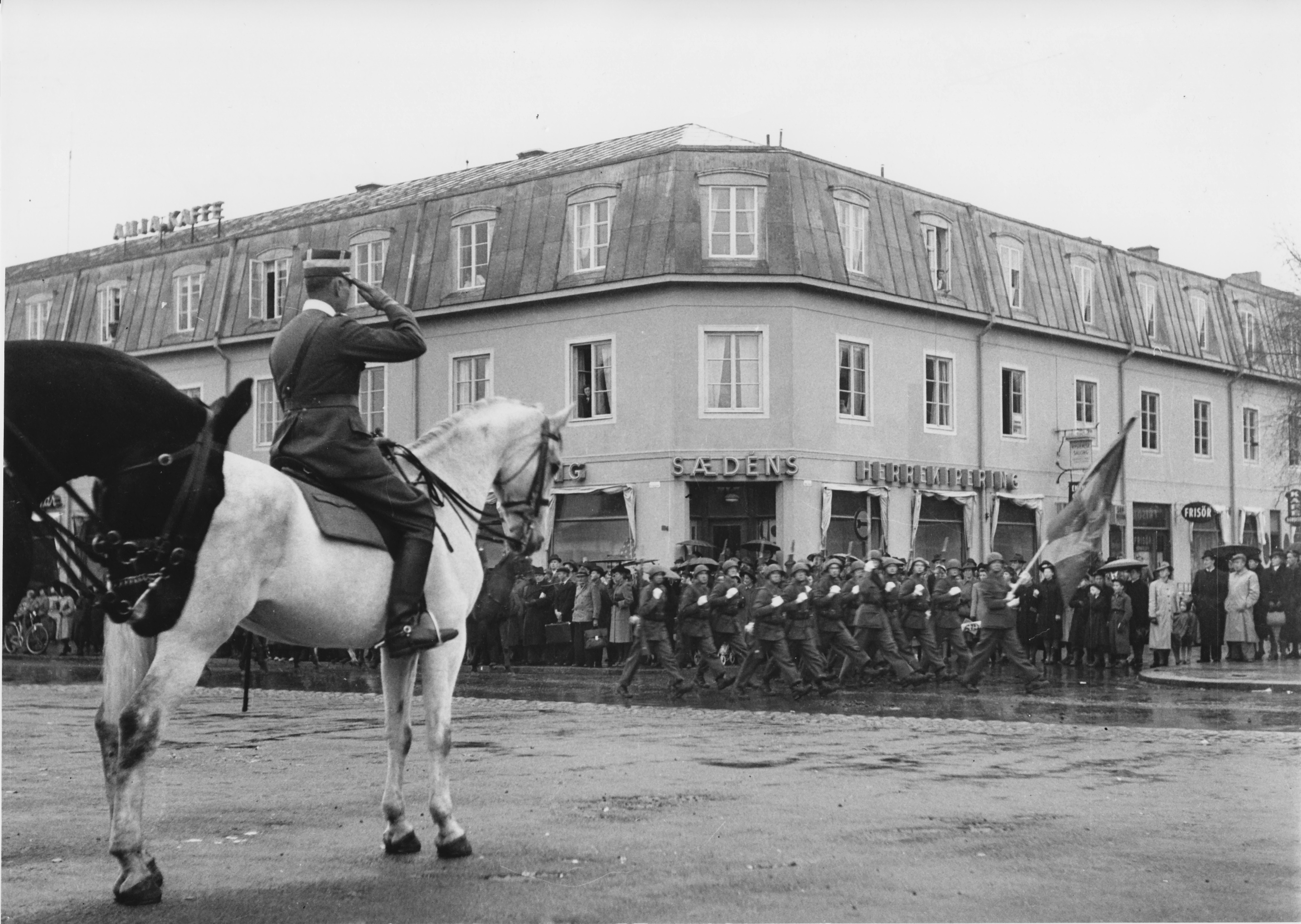
Generalmajor Nils Rosenblad inspekterar Västerbottens regemente på Rådhustorget i Umeå 1942.

Gustaf Nils Oscar Rosenblad, född 1 augusti 1888 i Sankt Nikolai församling, död 14 juli 1981 i Saltsjöbadens församling, var en svensk militär (generalmajor).

## Biografi
Rosenblad var son till överkammarherre Carl Rosenblad och statsfrun Lotten Weidenhielm. Han var dotterson till Oscar Weidenhielm. Rosenblad blev underlöjtnant vid Svea livgarde (I 1) 1908 och löjtnant 1910. Han avlade juris kandidatexamen vid Stockholms högskola 1912 och tjänstgjorde vid 1:a badiska livgrenadjärregementet i Tyskland 1913. Därefter var Rosenblad repetitör vid skjutskolan 1914, gick på Krigshögskolan 1915–1917, var lärare vid Krigsskolan 1917 och gick officersaspirantskolan 1917–1918. Han var aspirant vid generalstaben 1918–1920, studerade vid Oxfords universitet 1920 och blev kapten 1921. Rosenblad tjänstgjorde i generalstaben 1923, blev major vid generalstaben 1929, var ledamot av pensionsnämnden 1917–1924 och lärare vid Krigshögskolan 1928-1930. Han var stabschef hos militärbefälhavaren för övre Norrland 1930-1933, sekreterare i 1929 års försvarsutredning, blev major vid Livregementets grenadjärer (I 3) 1933 och överstelöjtnant 1934. Rosenblad var militärattaché i Belgien och Frankrike 1935, chef Västerbottens regemente (I 20) 1937–1941, ställföreträdande arméfördelningschef 1941, militärbefälhavare för VI.militärområdet 1942–1946, generalmajor på disponibilitetsstat 1946 och försattes i reserven 1953.
Han var suppleant för ordföranden i riddarhusdirektionen 1953–1956 och blev ledamot av Kungliga Krigsvetenskapsakademien 1941. Rosenblad publicerade ett flertal uppsatser i Krigsvetenskapsakademiens handlingar och i tidskrifter (Svensk militärtidskrift, Svensk tidskrift, Det nya Sverige, Vårt försvar samt i dagspressen i militära, militärjuridiska och politiska ämnen. Rosenblad utgav Ett ord i försvarsfrågan (1924).
Nils Rosenblad var allmänt erkänd för skickligt ledarskap och sträng disciplin. Han var med Helge Jung en av kandidaterna som regeringen övervägde som ÖB efter Olof Thörnell. 1946 angreps Rosenblad i socialdemokratisk och kommunistisk press för att inte vara tillräckligt demokratiskt sinnad i sin befälsutövning. Det var starten på den s.k. Rosenbladaffären. Han hade skänkt 5000 kr till tidigare redaktören i Aftonbladet Teodor Telander vid starten av tidningen Dagsposten, vars inriktning angavs vara nationell politik och kultur. Det renderade honom 50 aktier à 100 kr. Den proklamerade inriktningen ändrades dock till att bli tyskorienterad och antikommunistisk. I en presskampanj mot Rosenblad framfördes anklagelser för bristande lojalitet och pålitlighet mot eget land, visad genom aktieinnehavet i Dagsposten. På Rosenblads begäran gjorde Justitiekanslern en utredning som i sitt sammanfattande yttrande helt friade Rosenblad från anklagelserna och såväl statsministern som försvarsministern ställde sig bakom JK:s utredningsresultat.
Rosenblad gifte sig första gången 1921 med Sonja Francke (1895–1925) och andra gången 1930 med Lott Francke (1903–1993), döttrar till grosshandlare Otto Francke och Fanny Liljewalch. I andra äktenskapet var han far till Cecilia (född 1931), Mathias (född 1933), Carl (född 1935), Ebba (född 1939) och Anna (född 1944).
Nils Rosenblad är begravd på Solna kyrkogård.

## Utmärkelser
Rosenblads utmärkelser:
- Kommendör av stora korset av Svärdsorden (KmstkSO)
- Riddare av Nordstjärneorden (RNO)
- Kommendör av Belgiska Kronorden (KBKrO)
- Kommendör av Tunisiska orden Nichan-Iftikhar (KTunNI)
- Officer av Franska Hederslegionen (OffFrHL)
- Riddare av Badiska Zähringer Löwenorden (RBadZLO)
- Landstormens silvermedalj (LstSM)
- Västerbottens landstormsförbunds silvermedalj (Västerb:lfbSM)
- Portugisiska Röda Korsets medalj (PRKM)